# Mara Salvatrucha

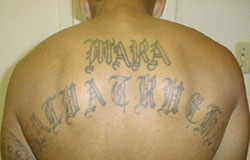
Bendelid met "Mara Salvatrucha" getatoeëerd op zijn rug

De Mara Salvatrucha  vaak afgekort tot MS-13 of MS, is de gemeenschappelijke naam van een groep jeugdbendes in Noord- en Midden-Amerika. Zij opereert met name in El Salvador, Honduras en Guatemala en in mindere mate in Nicaragua en Mexico. In 2005 werd de Mara Salvatrucha door de FBI aangemerkt als de gevaarlijkste bende in Noord-Amerika, met naar schatting 60.000 leden in de VS.

## Geschiedenis
De Mara Salvatrucha heeft haar oorsprong in Los Angeles in de jaren 80 van de twintigste eeuw. De bende werd daar opgericht door jongeren uit El Salvador die in de achterstandswijken van Los Angeles leefden. Ze richtten de bende op omdat ze vaak bedreigd werden door zwarte bendes en door Mexicaanse bendes.
De groep is uitgegroeid tot een zeer gewelddadige bende. Door het beleid van de Verenigde Staten om veroordeelde bendeleden naar het land van herkomst uit te zetten, begon de bende in Midden-Amerika te groeien. De bende is inmiddels uitgegroeid tot een wereldwijd netwerk, met in de Verenigde Staten naar schatting alleen al 60.000 leden. In het Midden-Amerikaanse El Salvador heeft de Mara Salvatrucha de meeste leden.

## Rituelen
Het inwijdingsritueel wordt gevormd door een dertien seconden durende aframmeling van een nieuw lid door leden van de Mara Salvatrucha. Een lid wordt geacht om nieuwe leden aan te brengen, te zorgen voor inkomsten en leden van andere benden die hun territorium betreden te vermoorden.
De bendeleden hebben een eigen gebarentaal en zijn vaak over heel hun lichaam bedekt met tatoeages die meestal een betekenis hebben.